# 亞齊涅
51°25′10″N 33°45′35″E / 51.41944°N 33.75972°E
亞齊內（烏克蘭語：Яцине）是位於烏克蘭東北部的村莊，由蘇梅州科諾托普區的普蒂夫利市鎮負責管轄。該村處於克列文河左岸，分別距離舊沙爾皮夫卡2公里和斯特里利尼基4公里，海拔高度136米，2001年人口319。